# IX. Ráma thaiföldi király
IX. Ráma (nevének hagyományos magyar átírásával: Bhumibol Aduljadezs, ejtést tükröző átírással: Phumiphon Adunjadet, IPA: [pʰuːmípʰon ʔàdunjádèːt]), teljes nevén Phrabat Somdet Phra Paraminthara Maha Bhumibol Aduljadezs (thai: พระบาทสมเด็จพระปรมินทรมหาภูมิพลอดุลยเดชมหาราช), (Cambridge, Massachusetts, 1927. december 5. – Bangkok, 2016. október 13.) a Thaiföldön uralkodó Csakri-dinasztia kilencedik királya volt, 1946-tól 2016-ig, hetven éven át uralkodott. Halálakor a világ legrégebb óta hivatalban lévő államfője volt, egyben a thai történelem leghosszabb ideig regnáló uralkodója.

## Fordítás
- Ez a szócikk részben vagy egészben  a   Bhumibol Adulyadej című angol Wikipédia-szócikk fordításán alapul.  Az eredeti cikk szerkesztőit annak laptörténete sorolja fel. Ez a jelzés csupán a megfogalmazás eredetét és a szerzői jogokat jelzi, nem szolgál a cikkben szereplő információk forrásmegjelöléseként.